# Pacific Cup
La Pacific Cup è una competizione internazionale di rugby a 13 a cui vi partecipano le nazionali dell'Oceania.

## Storia
Il torneo è stato inaugurato nel 1975 grazie all'impegno profuso da Keith Gittoes, dirigente della New South Wales Rugby League, con l'intento di creare una competizione per le nazionali minori dell'emisfero australe.
A causa di problemi finanziari, durante gli anni 1970 la Pacific Cup è stata disputata solamente due volte. Venne ripresa nel 1986, dopo nove anni di sospensione, e da allora fino al 1994 è stata disputata regolarmente con cadenza biennale. Nel 1996, a causa delle controversie che hanno portato alla nascita della National Rugby League, il torneo è stato posticipato all'anno successivo e denominato Oceania Cup.
Dopo altri sette anni di interruzione, il torneo è stato nuovamente ripreso come competizione secondaria all'interno della Pacific Rim Championship. A partire dall'edizione del 2009, la Pacific Cup determina la quarta squadra partecipante al Four Nations. Nel 2011 si sarebbe dovuta disputare un'altra edizione del torneo, ma questa è stata nuovamente annullata per motivi economici.

## Finali
| Anno                            | Vincitrice         | Punteggio | Finalista             | Nazione ospitante  |
| 1975                            | New Zealand Māori  | 38 - 13   | Papua Nuova Guinea    | Papua Nuova Guinea |
| 1977                            | New Zealand Māori  | 35 - 12   | Australia Occidentale | Nuova Zelanda      |
| 1986                            | New Zealand Māori  | 23 - 6    | Samoa Occidentali     | Isole Cook         |
| 1988                            | New Zealand Māori  | 19 - 16   | Samoa Occidentali     | Samoa Occidentali  |
| 1990                            | Samoa Occidentali  | 26 - 18   | New Zealand Māori     | Tonga              |
| 1992                            | Samoa Occidentali  | 18 - 14   | Tonga                 | Nuova Zelanda      |
| 1994                            | Tonga              | 34 - 11   | Figi                  | Figi               |
| 1997 (Oceania Cup)              | New Zealand XIII   | 20 - 15   | New Zealand Māori     | Nuova Zelanda      |
| 2004 (Pacific Rim Championship) | Isole Cook         | 46 - 4    | New Zealand Māori     | Nuova Zelanda      |
| 2006                            | Tonga              | 22 - 4    | Figi                  | Nuova Zelanda      |
| 2009                            | Papua Nuova Guinea | 42 - 14   | Isole Cook            | Papua Nuova Guinea |